# (5581) Mitsuko
(5581) Mitsuko (1989 CY1) – planetoida z pasa głównego asteroid okrążająca Słońce w ciągu 3,68 lat w średniej odległości 2,38 j.a. Odkryta 10 lutego 1989 roku.